# Senobasis almeidai
Senobasis almeidai är en tvåvingeart som beskrevs av Carrera 1946. Senobasis almeidai ingår i släktet Senobasis och familjen rovflugor. Inga underarter finns listade i Catalogue of Life.